# Viola affinis
Espèce
Classification APG III (2009)
 Viola affinis (aussi appelé violette affine) est une espèce de plantes à fleurs de la famille des Violaceae, originaire d'Amérique du Nord, au Canada et aux États-Unis.